# Церковь Воздвижения Креста Господня (Лунинец)
Це́рковь Воздви́жения Креста́ Госпо́дня (Крестовоздви́женская це́рковь) — православный храм в городе Лунинце Брестской области. Памятник архитектуры русского стиля. Находится в западной части города на улице Гагарина, 38.
В 1912—1921 годах на месте деревянного храма 1816 года постройки была воздвигнута кирпичная церковь Воздвижения Креста Господня. На 2014 год настоятелем является протоиерей Василий Дужак.

## Архитектура
Основной кубоподобный объём храма имеет четырёхскатную крышу, увенчанную пятью луковичными главками. Наряду с широкой трапезной и шатровой звонницей с луковичной главой, примыкающими с запада к основному объёму, к нему примыкают полукруглая апсида, открывающаяся внутри широким арочным просветом, с боковыми ризницами (с востока) и узкие приделы (с боков). Над мощным арочным порталом, составляющим оформление главного входа, размещено арочное окно-бифориум, расположенное а наличнике-кокошнике. Для оформления граней звонницы характерны килевидные кокошники, для неоштукатуренных стен же — кирпичный декор. К последнему отнесены аркатурный фриз, плоские фигурные и конховые ниши и трёхугольные фронтоны.
В отличие от плоского потолка в прочих помещениях, перекрытие средокрестия центрального зала, чьё подкупольное пространство является господствующим в интерьере церкви, составляет деревянный коробовый свод на парусах.

## Иконы
В церкви, наряду с «Евангелиями» 1657 года и 1746 года и царскими вратами с клеймами, находится целый ряд икон: «Восстание из гроба», «Введение Богородицы во храм», «Почитание Богородицы» (1757), «Богоматерь с младенцем», «Святые Борис и Глеб со святой Христиной», «Всех скорбящих Радость», «Великомученица Параскева», «Великомученица Варвара», «Варвара с житием», «Царь Константин», «Святой апостол Павел», «Святое семейство» (1757), «Благовещение», «Встреча Марии с Елисаветой», «Деисус» (все XVIII века), «Пророк Илия», «Спас», «Николай Чудотворец», «Сергий Радонежский», «Богоматерь Умиление», «Архистратиг Михаил», «Усія Святыя», «Благовещение», «Равноапостольный царь Константин», «Георгий Победоносец» в окладе (часть этих икон, относящихся к XIX веку, перенесена из закрытой церкви в деревне Лунин).